# Inspecteur Derrick
Pour les articles homonymes, voir Derrick (homonymie).
Inspecteur Derrick (Derrick) est une série télévisée allemande en 281 épisodes de 59 minutes, créée et entièrement écrite par Herbert Reinecker et diffusée entre le 20 octobre 1974 et le 16 octobre 1998 sur ZDF.
En France, la série a été diffusée à partir du 26 février 1986 sur La Cinq et rediffusée sur France 2, France 3 et RTL9.
Le 2 mai 2013, la télévision publique allemande ZDF annonce la suspension de la rediffusion de la série, à la suite des révélations du quotidien Frankfurter Allgemeine Zeitung sur le passé nazi de l'acteur principal Horst Tappert, Le lendemain, France Télévisions et la RTBF prennent la même décision,.
Toutefois, en 2022, ZDF commence de publier en DVD l'intégrale des saisons. Les saisons 1 et 2 apparaissent en juillet 2022 (ZDF Studios et Eléphant films).

## Contexte
En Allemagne de l'Ouest, en 1973, Herbert Reinecker et le producteur Helmut Ringelmann mettent au point une future série, au départ une série dérivée, destinée à remplacer la série en noir et blanc Der Kommissar (1968-1979). Inspecteur Derrick, cette fois-ci en couleur, mettra en scène dans l'esprit de Der Kommissar, les enquêtes de l'inspecteur principal Stephan Derrick et de son associé l'inspecteur Harry Klein, de la police criminelle de Munich. Harry Klein assistait Herbert Keller dans Der Komissar, il est transféré pour assister Derrick. Les deux séries, au-delà de la distribution et de l'équipe technique sont très proches : l'action se situe toujours à Munich, et les intrigues suivent toujours le schéma classique du policier à énigme.
La série est intégralement produite par Helmut Ringelmann, producteur des séries policières Der Kommissar (97 épisodes), Le Renard (toujours en production), Polizeiinspektion 1 (130 épisodes) et Siska (91 épisodes).

## Synopsis

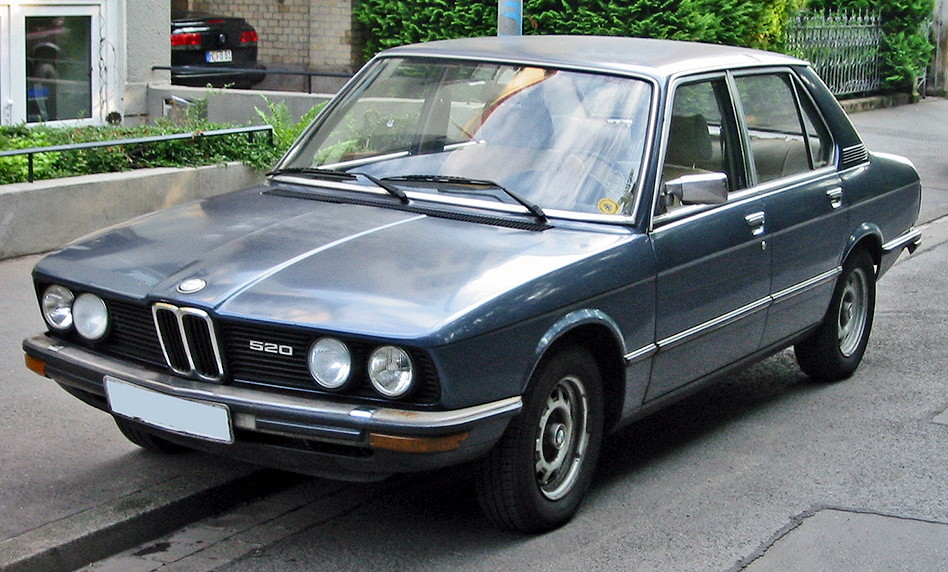
BMW Série 5, voiture emblématique de la série.

Cette série policière met en scène les enquêtes de l'inspecteur Stephan Derrick et de son adjoint Harry Klein dans la ville de Munich. Divers types d'enquêtes y sont entrepris, notamment des cas de mort par assassinat ou encore de complot.
Chaque épisode est construit sur un scénario qui s'intéresse à la psychologie des personnes appartenant à l'entourage de la victime. Très souvent, la réponse à l'intrigue posée par le scénario est obtenue à la fin de l'épisode. C'est donc à chaque fois un travail minutieux d'accumulation de déductions et d'étude approfondie de la psychologie des personnages qui est réalisé. Parfois l'identité de l'assassin est révélée dès le début, et l'intrigue tourne alors sur la manière dont le coupable sera amené à se démasquer et avouer son crime.

## Distribution
- Horst Tappert (VF : Michel Gatineau : épisodes 1 à 164, sauf épisode 80 : Henri Poirier (doublage tardif), puis Jean Michaud : épisodes 165 à 281) : inspecteur principal Stephan Derrick (1974-1998)
- Fritz Wepper (VF : Daniel Gall, sauf épisode 55 : Yves-Marie Maurin) : inspecteur Harry Klein (1974-1998)
- Willy Schäfer (VF : Pierre Fromont) : agent Willy Berger (1975-1998)
- Hermann Lenschau : commissaire divisionnaire Harder (4 épisodes : 5, 8, 21, 36) (1975-1977)
- Günther Stoll : agent Schröder (19 épisodes : 5, 12-13, 15-16, 19-20, 23-24, 26, 28 à 35) (1974-1977)
- Gerhard Borman : agent Echterding (20 épisodes : 12-13, 15 à 17, 19-20, 23, 25, 27 à 31, 33 à 38) (1974-1977)
- Claus Richt : agent Lippert (4 épisodes : 40 à 43) (1978)

De nombreux acteurs et actrices réapparaissent régulièrement dans la série, jouant à chaque fois des rôles différents.
Actrices
- Jutta Kammann (14 épisodes : 6, 26, 38, 78, 122, 132, 151, 173, 224, 230, 244, 261, 266 et 277)
- Sissy Höfferer (10 épisodes : 85, 93, 119, 137, 164, 174, 198, 218, 235 et 241)
- Christine Buchegger (10 épisodes : 5, 40, 55, 143, 177, 197, 232, 247, 259 et 265)
- Lisa Kreuzer (10 épisodes : 38, 47, 56, 69, 78, 87, 103, 125, 129 et 189)
- Irene Clarin (10 épisodes : 141, 158, 162, 181, 210, 228, 231, 237, 240 et 271)
- Ute Willing (9 épisodes : 49, 56, 72, 76, 96, 112, 170, 188 et 226)
- Roswitha Schreiner (9 épisodes : 136, 146, 159, 166, 177, 196, 249, 261 et 270)
- Christiane Krüger (9 épisodes : 71, 74, 88, 100, 105, 129, 153, 180 et 235)
- Eva Kotthaus (8 épisodes : 41, 56, 104, 117, 151, 196, 239 et 251)
- Irina Wanka (8 épisodes : 69, 89, 94, 123, 128, 166, 197 et 269)
- Helga Anders (7 épisodes : 2, 31, 41, 46, 73, 79 et 121)
- Sona MacDonald (7 épisodes : 148, 211, 216, 233, 240, 242 et 247)
- Evelyn Opela (7 épisodes : 119, 141, 172, 185, 193, 205 et 238)
- Maria Becker (5 épisodes : 248, 257, 266, 279 et 281)
- Maria Schell (2 épisodes : 30 et 45)
- Ursula Buchfellner (2 épisodes : 153 et 157)
- Lilli Palmer (1 épisode : 2)
- Sybil Danning (1 épisode : 8)

Acteurs
- Holger Petzold (23 épisodes : 40, 42, 68, 78, 81, 88, 93, 98, 100, 121, 122, 132, 144, 158, 165, 168, 174, 185, 197, 199, 209, 239 et 268)
- Dirk Galuba (22 épisodes : 20, 38, 58, 61, 76, 96, 129, 135, 146, 169, 183, 188, 193, 211, 221, 227, 234, 253, 255, 263, 276 et 281)
- Peter Bertram (18 épisodes : 84, 120, 128, 146, 149, 165, 174, 188, 194, 197, 201, 209, 223, 249, 255, 259, 261 et 272)
- Philipp Moog (16 épisodes : 158, 168, 173, 187, 194, 199, 206, 208, 224, 233, 238, 242, 253, 255, 263 et 275)
- Bruno W. Pantel (16 épisodes : 33, 40, 48, 50, 60, 68, 93, 95, 108, 112, 143, 156, 189, 191, 207 et 221)
- Pierre Franckh (14 épisodes : 10, 28, 67, 85, 113, 124, 133, 146, 163, 239, 266, 276, 278 et 281)
- Robert Jarczyk (14 épisodes : 134, 138, 141, 146, 150, 160, 169, 176, 182, 202, 209, 211, 213 et 241)
- Sky Dumont (14 épisodes : 17, 45, 71, 96, 112, 123, 139, 166, 169, 209, 230, 239, 247 et 265)
- Wolf Roth (13 épisodes : 99, 115, 147, 187, 195, 204, 225, 237, 242, 245, 250, 252 et 280)
- Karl Renar (13 épisodes : 26, 29, 69, 94, 100, 106, 118, 124, 132, 160, 174, 182 et 189)
- Hans Georg Panczak (12 épisodes : 13, 43, 91, 126, 135, 157, 171, 204, 220, 230, 232 et 261)
- Sepp Wäsche (12 épisodes : 17, 23, 36, 65, 74, 76, 94, 116, 134, 174, 193 et 234)
- Dirk Dautzenberg (11 épisodes : 11, 21, 58, 64, 72, 80, 98, 107, 116, 137 et 195)
- Jacques Breuer (10 épisodes : 12, 47, 72, 85, 102, 128, 201, 226, 238 et 270)
- Volker Eckstein (10 épisodes : 30, 52, 54, 60, 66, 79, 107, 116, 121 et 125)
- Thomas Schücke (9 épisodes : 78, 80, 85, 104, 114, 210, 216, 242 et 280)
- Hans Peter Hallwachs (8 épisodes : 138, 164, 175, 210, 232, 237, 264 et 270)
- Anton Feichtner (7 épisodes : 64, 70, 76, 79, 83, 96 et 116)
- Werner Schulenberg (7 épisodes : 41, 57, 68, 163, 174, 200 et 234)
- Herbert Fleischmann (7 épisodes : 3, 31, 66, 75, 82, 109 et 111)
- Ernst Schröder (acteur) (5 épisodes : 16, 25, 108, 197 et 210)
- Horst Buchholz (4 épisodes : 26, 47, 73 et 100)
- Mathieu Carrière (4 épisodes : 25, 53, 82 et 160)
- Michael Roll (2 épisodes : 198 et 207)

La version française est réalisée sous la direction de Michel Gatineau, lui-même doublant Horst Tappert. Elle fait intervenir un grand nombre de comédiens spécialisés dans le doublage dont Philippe Dumat, Roger Lumont, Roger Carel, Jacques Thébault, Michel Paulin, Jean Roche, Serge Sauvion, Jacques Ciron, Jacques Dynam, Catherine Lafond, Francis Lax, Laure Santana, etc. À la suite du décès de Gatineau en 1989, Jean Michaud lui succède, après avoir déjà doublé quelques personnages secondaires dans de précédents épisodes.

## Analyse
Les auteurs du Dictionnaire des séries analysent les caractéristiques de la série, proche de Tatort et des Krimi. 
La série est vue comme conservatrice, pessimiste, voire réactionnaire. Derrick ainsi « représente une figure paternelle, asexuée, rationnelle et compatissante dans un monde en perte de repères moraux, gagnée par une corruption généralisée ». Les auteurs décrivent la stagnation caractéristique de la série : « Derrick traverse les années 70, 80 et 90, sans changer, ou presque. Les acteurs vieillissent, mais l'attitude des personnages, leur environnement, les scénarios, ne bougent pas. En 1998, le bureau des deux inspecteurs est le même qu'en 1974, disposé à l'identique, sans fax ni ordinateur. […] Stephan Derrick n'a jamais changé de montre ni de coiffure (une perruque). Et Harry Klein n'a jamais eu de promotion. ». Et même l'épisode final, Le grand jour (Das Abschiedsgeschenk) évite les adieux car il « ne montre pas la mort de son héros (une habitude du genre), ni même sa retraite (pourtant plausible). Non : Derrick est muté à la tête d'Europol. Il déménage de Munich à Bruxelles, et c'est un maximum. En fait, il est toujours là. Il pourrait revenir. ».
Umberto Eco voit en Derrick, comme Columbo, un surhomme banal, sans caractéristique particulière,.

### Caractéristiques de la série
Le succès de cet enquêteur non violent, froid, moralisateur, psychologue, droit et quelquefois manipulateur et philosophe, s'explique par les qualités particulières de la série, tant au niveau des scénarios que de la mise en scène. Mais il s'explique aussi par la qualité des distributions : interviennent très souvent des vedettes allemandes, voire internationales comme Curd Jürgens, Horst Frank — le gangster prussien des Tontons flingueurs — ou encore Lilli Palmer et Horst Buchholz. Enfin, ce même succès est surtout dû à la forte présence à l'écran de Derrick.
Fritz Wepper, qui joue Harry Klein, l'adjoint de Derrick, est un acteur très connu en Allemagne. Il avait déjà joué dans une série policière culte, Der Kommissar (où il campait déjà le rôle de l'inspecteur Harry Klein), ainsi que dans Cabaret, et plus tard dans Le Dernier Combat de Luc Besson.
Viols et suicides d'adolescentes, divorces à couteaux tirés, femmes battues, jeunes filles prostituées, étudiants drogués, vieillards assassinés pour leur héritage, vieilles femmes handicapées, SDF, alcooliques, chômeurs au bord du gouffre ou encore boîtes de nuit glauques peuplées de maquereaux sont des thèmes et des personnages récurrents. Tous les milieux sociaux sont traités par les scénarios de Derrick, de la HLM sinistre d'un quartier ouvrier à l'immeuble bourgeois ou le pavillon de riches entrepreneurs dans la ville de Munich, où se situe l'action.
Horst Tappert, tout comme Peter Falk, a réussi à créer un archétype. Les deux amènent, au cours de leurs enquêtes, un meurtrier peu à peu à passer à l'aveu. Cependant, dans Columbo, on connait dès les premières minutes l'assassin qui, arrogant au début, finit par s'effondrer. Le coupable est, en outre, toujours un membre de la haute société se croyant à l'abri. Mais dans Derrick, les coupables appartiennent à tous les milieux, et on ne connait pas toujours le meurtrier à l'avance ; Derrick, comme Columbo, se fait généralement son opinion dès le début ; Derrick est donc un « Whodunit » (« Who's done it ? », « Qui l'a fait ? »). Et parfois le coupable a des excuses légitimes : misère, drogue, vengeance… Comme Columbo, Derrick joue un personnage conciliant, quelque peu manipulateur, qui cache une moralité irréprochable : ces deux justiciers ont une vision assez conservatrice de l'ordre social qu'ils sont chargés de maintenir, ce qui selon le sociologue suisse Thomas Sandoz explique le succès de Derrick dans plus de cent pays.
Avec son inséparable collègue, il a conduit à travers les différentes saisons tous les modèles successifs les Série 5 et Série 7 du constructeur munichois BMW.
En 24 ans de série, sur 281 épisodes, Derrick aura démasqué 282 coupables, vu 344 cadavres, sorti 10 fois seulement son pistolet et laissé échapper 3 meurtriers. Il est à noter que cet ultime épisode fut un phénomène médiatique.
La série est connue pour son rythme très lent et son absence d'action, qui font qu'elle est très souvent tournée en dérision.

### Vie privée de Stephan Derrick
- Si vous ne connaissez pas le sujet, laissez ce bandeau (vous pouvez alors contacter les auteurs).
- Si vous supprimez le contenu mis en cause (vous pouvez préalablement contacter les auteurs),

argumentez précisément cette suppression dans la page de discussion
(un manque de référence n'est pas un argument ; une recherche réelle de référence doit avoir été effectuée, être formellement documentée).
L'inspecteur Derrick est un homme d'habitudes. Il est toujours extrêmement bien habillé, complet, cravate, pochette, au contraire de l'inspecteur Klein, qui affiche la plupart du temps une tenue beaucoup plus décontractée.
Ses loisirs sont rares, et fréquemment liés à ceux de son collègue Harry. Il apprécie le football à la télévision. Il est adepte de la boxe (il s'entraîne dans une salle de sports). On le voit parfois aller aux sports d'hiver, ou prendre un repos forcé (à la suite d'une blessure ou d'une convalescence forcée). Mais Derrick déteste être loin de son travail, et on le voit souvent être encore au bureau tard le soir, voire la nuit. Son métier, c'est toute sa vie.
Au début de la série, Derrick a une fiancée, Renate Konrad (l'actrice Johanna von Koczian), une psychologue, qui apparaît dans deux épisodes (ép. 11 : Une affaire étrange, ép. 20 : Choc).
Dans l'épisode 115, Jeu de mort (1984), Derrick fréquente une femme nommée Ariane (Margot Medicus (de)), qui s'interroge sur le bien-fondé de leur possible couple, étant donné le caractère chronophage et prioritaire du métier de policier de l'inspecteur, difficilement compatible avec la vie de famille qu'Ariane envisage avec Derrick. On la retrouve dans l'épisode 117 (Le testament), où Derrick lui demande d'héberger temporairement Ute Reiners, une bibliothécaire qui est en danger de mort. Leur relation semble solidement établie.

## Fiche technique
Réalisation
- Theodor Grädler (49 épisodes, 1975-1995) ;
- Helmut Ashley (47 épisodes, 1975-1997) ;
- Zbyněk Brynych (37 épisodes, 1975-1994) ;
- Alfred Weidenmann (30 épisodes, 1975-1998) ;
- Alfred Vohrer (28 épisodes, 1975-1986) ;
- Dietrich Haugk (15 épisodes, 1974-1998) ;
- Günter Gräwert (14 épisodes, 1981-1993) ;
- Wolfgang Becker (11 épisodes, 1975-1992) ;
- Jürgen Goslar (11 épisodes, 1983-1996) ;
- Horst Tappert (11 épisodes, 1986-1997) ;
- Franz Peter Wirth (5 épisodes, 1975-1990) ;
- Eberhard Itzenplitz (4 épisodes, 1996-1997) ;
- Michael Braun (3 épisodes, 1978-1984) ;
- Gero Erhardt (3 épisodes, 1986-1988) ;
- Peter Deutsch (3 épisodes, 1996) ;
- Wigbert Wicker (3 épisodes, 1997-1998) ;
- Leopold Lindtberg (2 épisodes, 1974-1976) ;
- Erik Ode (2 épisodes, 1979-1980).

## Épisodes
Dans le dernier épisode de la série (Le Grand jour), on note la présence des acteurs principaux de la série « sœur » Le Renard ; à savoir Rolf Schimpf, Michael Ande, Markus Bottcher, Pierre Sanoussi-Bliss dans leurs rôles respectifs ainsi que celle du producteur de la série Helmut Ringelmann.

## Produits dérivés
Les meilleures enquêtes de Derrick (DVD) Coffrets 1, 2 et 3 (soit 40 épisodes de 1983 à 1993).
Coffret 1 - 13 épisodes de 1983 à 1985
1. Courrier de nuit (1983)
2. Le petit Ahrens (1983)
3. Dernier rendez-vous (1983)
4. Paix intérieure (1983)
5. Le tueur de la nuit(1983)
6. Un homme en trop (1983)
7. La jeune fille en jean (1984)
8. Sacrifice inutile (1984)
9. Enquête parallèle (1984)
10. Le testament (1984)
11. Nostalgie (1984)
12. Les règles du jeu (1984)
13. L'homme d'Antibes (1985)

Coffret 2 - 13 épisodes de 1985 à 1986 et de 1988 à 1989
1. La trompette (1985)
2. Les enfants de Rasko (1985)
3. Bavure (1985)
4. Qui a tué Asmy ? (1985)
5. L'imagination d'Helga (1985)
6. Carmen (1986)
7. Aventure au Pirée (1988)
8. La voix (1988)
9. Fin d'une illusion (1988)
10. Y compris le meurtre (1988)
11. L'affaire Druse (1988)
12. Une sorte de meurtre (1988)
13. Comment attraper Bodetzki ? (1989)

Coffret 3 - 14 épisodes de 1989 à 1990 et 1993
1. L'assassin de Kissler (1989)
2. Le second meurtre (1989)
3. Mozart et la mort (1989)
4. Guerre d'industrie (1990)
5. Judith (1990)
6. Expulsion (1990)
7. La descente aux enfers (1990)
8. Alina Malikowa (1990)
9. Lissy (1990)
10. Docteur Schöne (1990)
11. La minute de vérité (1990)
12. Relation rompue (1990)
13. Assurance retraite (1990)
14. Requiem pour un destin (1993)

À partir du 28 juin 2022, l'éditeur Elephant Films commence à éditer les premières saisons en DVD.
- Saison 1 et 2 le 28 juin 2022.
- Saison 3 le 27 septembre 2022.
- Saison 4 le 28 mars 2023.
- Saison 5 le 23 mai 2023.
- Saison 6 le 27 juin 2023.
- Saison 7 le 22 août 2023.
- Saison 8 le 24 octobre 2023.
- Saison 9 le 23 janvier 2024.

### Film d'animation

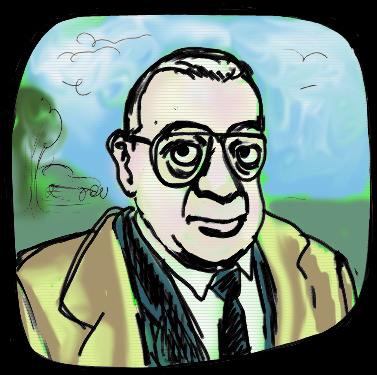
Bonjour Madame Horstetter, j'aimerais parler à votre mari.

Un long-métrage allemand d'animation, à la tonalité semi-parodique, intitulé Derrick - Die Pflicht ruft! a été produit en 2004. Horst Tappert et Fritz Wepper y étaient les voix des personnages qu'ils avaient interprétés dans la série télévisée. Cuisant échec en Allemagne, ce film n'est sorti dans aucun autre pays.

### Jeu vidéo
Un jeu vidéo Derrick: Mord im Blumenbeet (« Derrick : Meurtre dans un parterre de fleurs ») est sorti sur PC le 27 mai 2011, édité par Tradewest et développé par Daedalic Entertainment.

## Caricatures, satires et pastiches
La satire a de nombreuses fois eu Derrick pour cible. Par exemple, Jean-Marie Poiré et Christian Clavier ont fait référence à ce public réputé âgé dans un gag au début du film Les Couloirs du temps : Les Visiteurs 2 : dans le salon d'un hôtel campagnard de luxe, deux dames âgées sont surprises par l'arrivée de Jacquouille la Fripouille, alors que l'une d'elles vient justement de déclarer à l'autre : « Il est toujours bien coiffé, ce Derrick. »
Les Fatals Picards ont conçu une chanson satirique intitulée À l'enterrement de Derrick, raillant aussi les années 1970.
Le groupe Sttellla et Jean-Luc Fonck ont également parodié l'inspecteur Derrick avec notamment la chanson Stephan Derrick et quelques épisodes de la série sur Fonck TV.
Les Robins des Bois ont également créé un sketch nommé Henri Durieux, police.... d'assurances, parodiant le rythme lent et l'ambiance années 1970 de la série.
La série Objectif Nul des humoristes Les Nuls ont réalisé une parodie avec l'inspecteur Merdick enquêtant sur un meurtre à bord du vaisseau.
Michel Hazanavicius et Dominique Mézerette ont réalisé en 1992 un détournement : Derrick contre Superman (ou Eine grosse Fünf) qui est considéré comme le film-précurseur du Grand Détournement (ou La Classe américaine). Il est intéressant de noter que dès cette époque, dans une scène où il est confronté à Navarro (interprété par Roger Hanin), Derrick/Horst Tappert est traité d'« ancien Nazi » entre autres insultes fleuries.
Max Boublil a conçu une chanson à la suite de la mort de l'acteur, Une larme qui coule, jouant lui-même Derrick.
The Little Rabbits ont conçu une chanson satirique intitulée On dirait un mort sur le banc, qui contient des passages de certains épisodes de la série et un remix du générique de cette même série.
Les auteurs de Groland ont créé un sketch parodique Inspecteur Munich soulignant la lenteur de la série.
Camille Combal, dans sa rubrique Le poste de surveillance, dans l'émission Touche pas à mon poste ! a détourné la série en doublant un Derrick grossier et colérique avec l'accent tunisien. Il le présente comme un Derrick venant du « sud de l'Allemagne » ; particulièrement connu pour sa phrase culte : « C'est nous, c'est Derrick ! » Le 28 janvier 2016, Fritz Wepper fait une apparition sur le plateau de l'émission.
Les protagonistes de la série télévisée d'animation Les Zinzins de l'espace sont présentés comme étant des fans invétérés de Derrick, série qu'ils ont découverte après leur arrivée sur Terre. De nombreuses références à Derrick sont faites durant la deuxième saison, où les personnages sont fréquemment montrés en train de regarder la série. Dans l'épisode 18, intitulé Le Tunnel, les protagonistes tentent d'ailleurs de confondre un cambrioleur en appliquant ce qu'ils considèrent être les « méthodes » de Derrick.
Dans certains de ses premiers épisodes, pour dénoncer le rythme lent de certains mauvais jeux vidéos qu'il testait, le Joueur du Grenier comparant la lenteur du jeu à Derrick.